# 科紹韋尼鄉

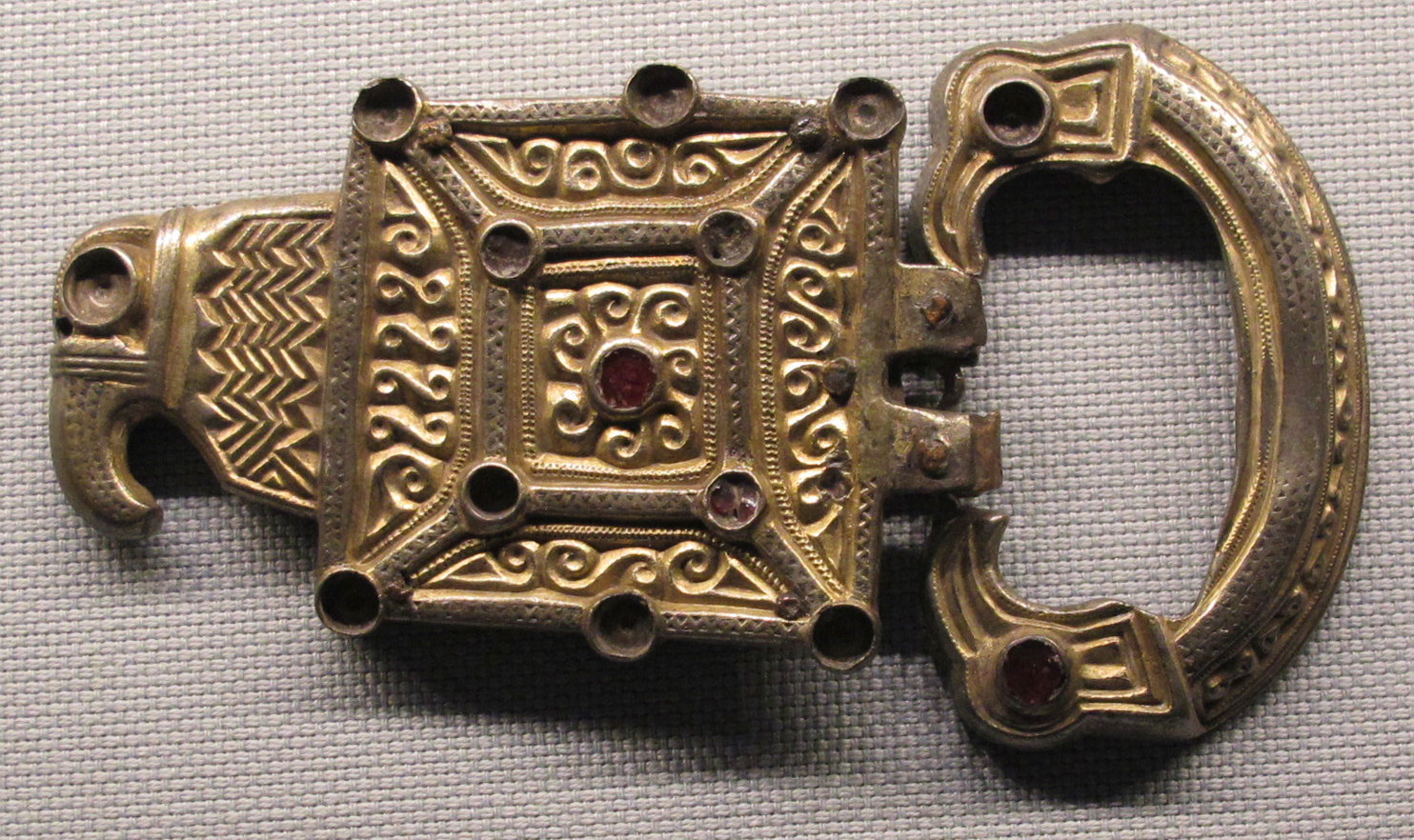

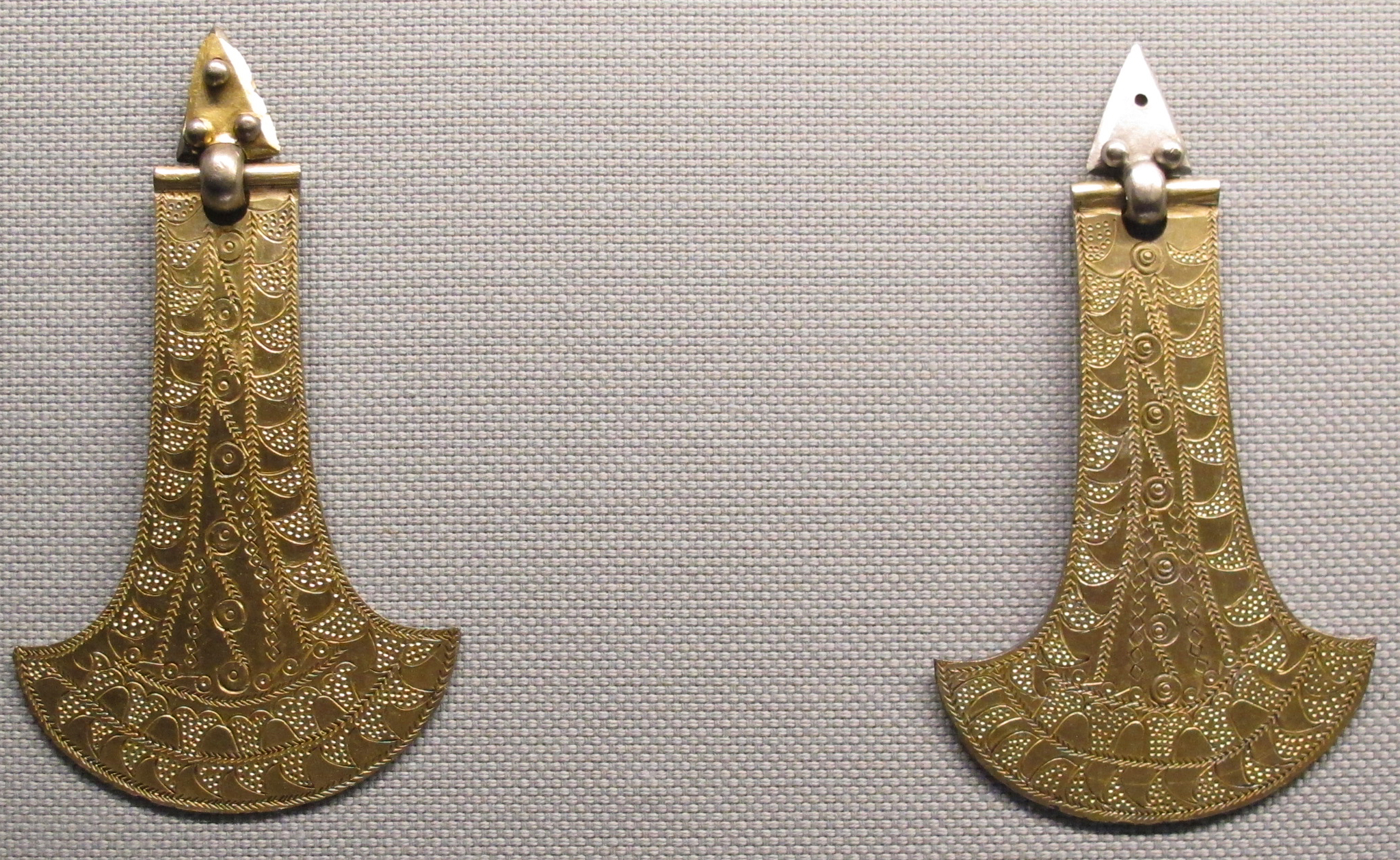

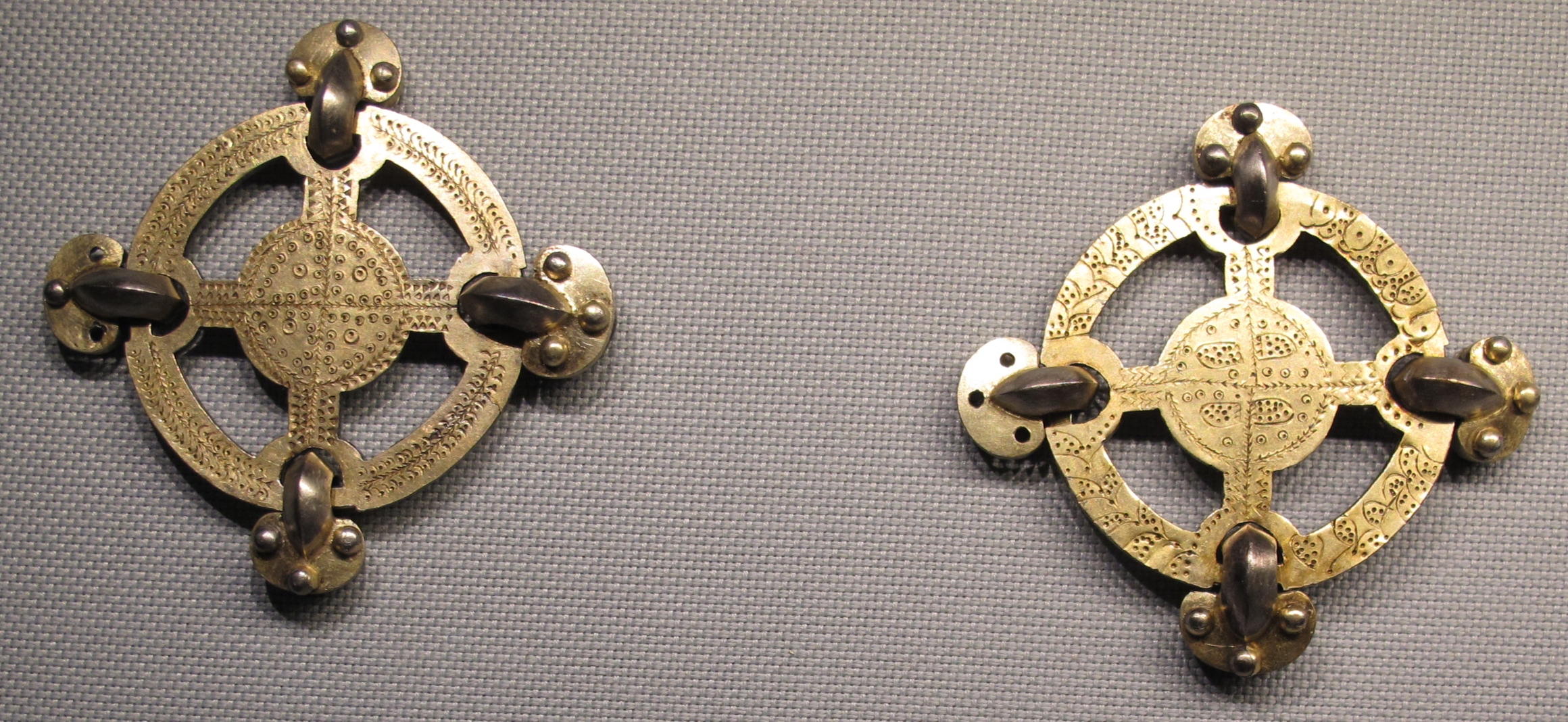

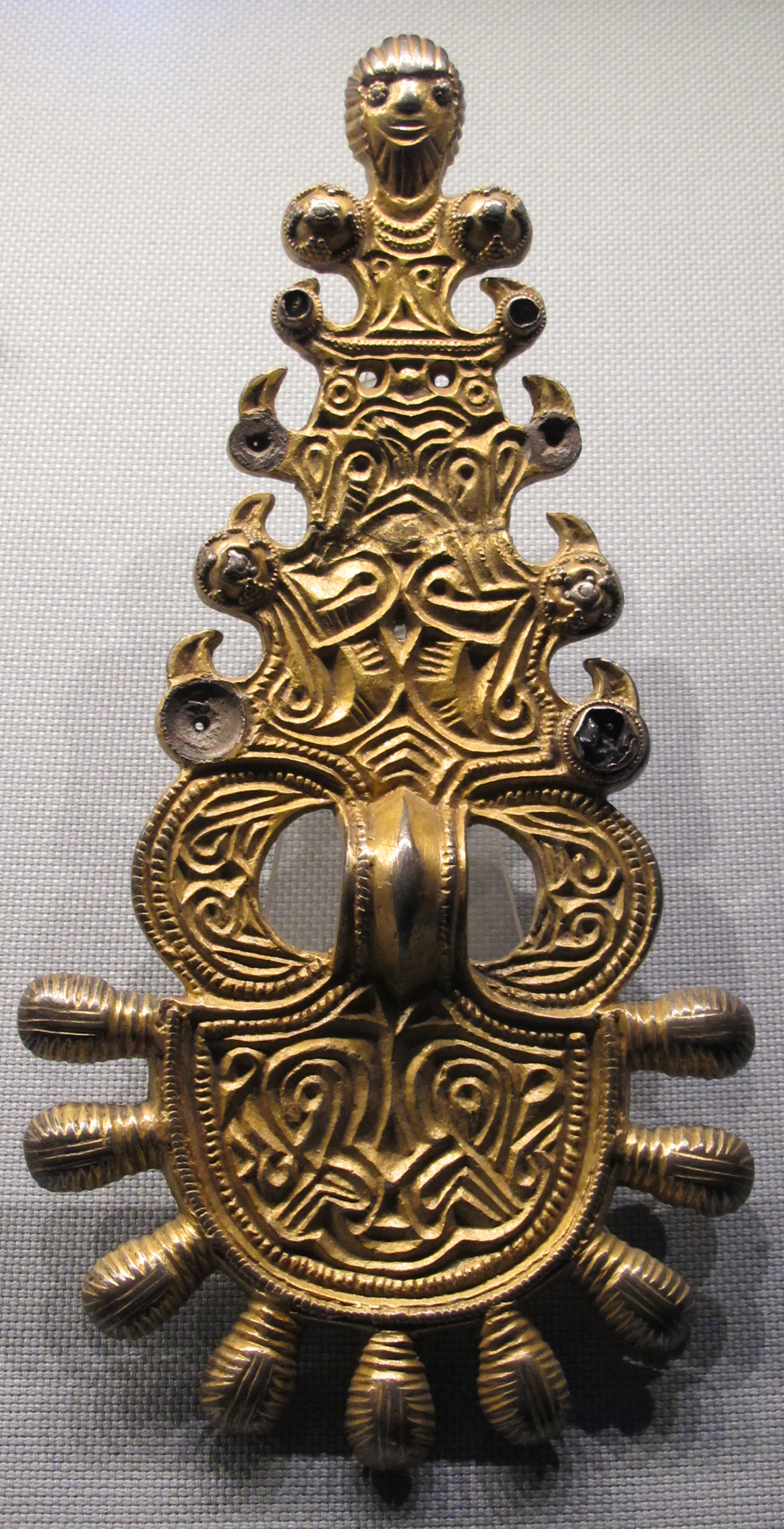

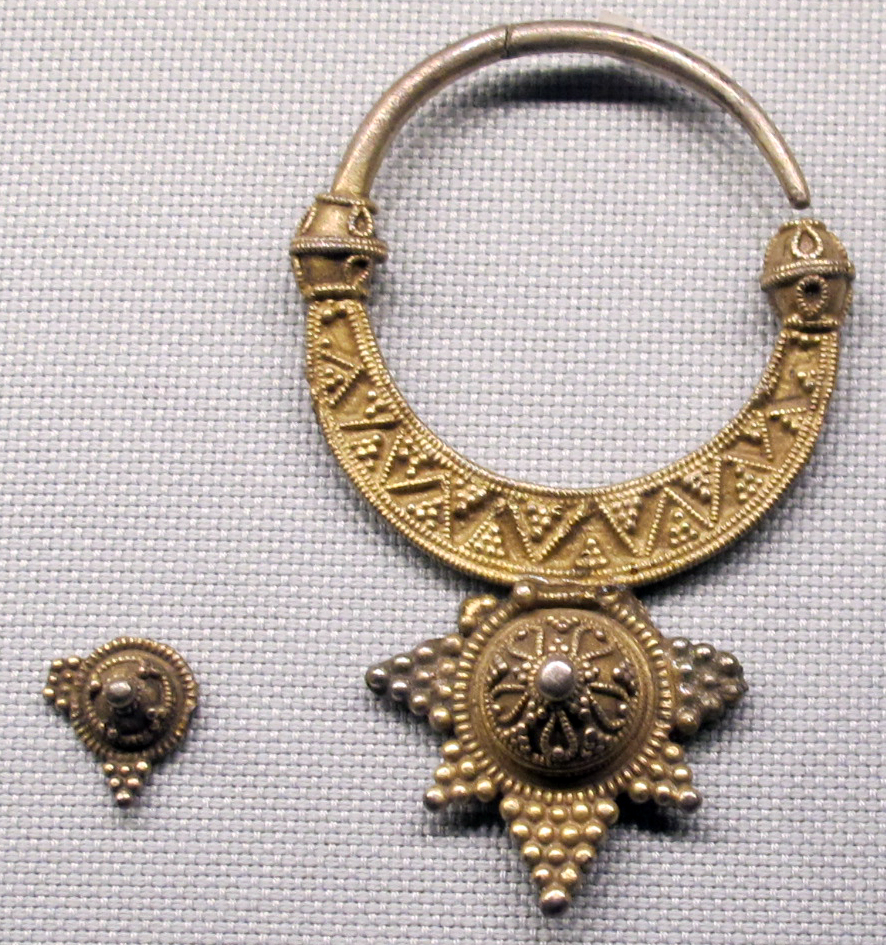

44°15′N 23°56′E / 44.250°N 23.933°E
科紹韋尼鄉（羅馬尼亞語：Comuna Coșoveni, Dolj），是羅馬尼亞的鄉份，位於該國西南部，由多爾日縣負責管轄，處於布加勒斯特以西170公里，每年平均降雨量988毫米，海拔高度171米，2009年人口3,124。